# Arch Oboler
Arch Oboler est un scénariste, réalisateur et producteur américain né le 7 décembre 1909 à Chicago, Illinois (États-Unis), décédé le 19 mars 1987 à Westlake Village (Californie).

## Biographie
Dans les années 1950, Arch Oboler anime une émission de radio intitulée Lights Out où sont proposés des récits d'horreur. Cette émission influence William Gaines et Al Feldstein, tous deux auditeurs assidus, lorsqu'ils créent leurs premiers comics d'horreur Crypt of Terror et The Vault of Horror publiés par EC Comics.

## Filmographie

### comme scénariste
- 1940 : Escape
- 1943 : Gangway for Tomorrow (en)
- 1947 : The Arnelo Affair
- 1952 : Bwana Devil
- 1953 : The Twonky
- 1960 : The Night of the Auk (TV)
- 1966 : The Bubble
- 1972 : Domo Arigato

### comme réalisateur
- 1945 : Bewitched (en)
- 1945 : Strange Holiday
- 1947 : The Arnelo Affair
- 1951 : Cinq Survivants (Five)
- 1952 : Bwana Devil
- 1953 : The Twonky
- 1961 : One Plus One
- 1966 : The Bubble
- 1972 : Domo Arigato

### comme producteur
- 1951 : Cinq Survivants (Five)
- 1952 : Bwana Devil
- 1953 : The Twonky
- 1961 : One Plus One
- 1966 : The Bubble
- 1972 : Domo Arigato